# NGC 753
NGC 753 is een balkspiraalstelsel in het sterrenbeeld Andromeda. Het hemelobject werd op 16 september 1865 ontdekt door de Duits-Deense astronoom Heinrich Louis d'Arrest.

## Synoniemen
- PGC 7387
- UGC 1437
- MCG 6-5-66
- ZWG 522.86
- IRAS01547+3540